# Give a Little More
Give a Little More è un singolo dei Maroon 5, pubblicato il 17 agosto 2010. È il secondo a essere estratto da Hands All Over, il loro terzo album.

## Video
Il video è diretto da Paul Hunter. È stato pubblicato il 9 settembre 2010. È stato girato con una pellicola completamente
granulosa con conto alla rovescia all'introduzione e il finale che scorre via dalla bobina; consiste in rapidi spezzoni
tra primi piani di Adam Levine mentre canta, scene della band che suona in una festa in una vecchia casa mentre tutti si divertono.

## Classifiche
| Categoria     | Posizione massima |
| ------------- | ----------------- |
| Canada        | 91                |
| Corea del Sud | 1                 |
| Stati Uniti   | 86                |

## Cronologia delle pubblicazioni
| Paese       | Data            | Formato                |
| ----------- | --------------- | ---------------------- |
| Stati Uniti | 17 agosto 2010  | Digital download       |
| Canada      | 17 agosto 2010  | Digital download       |
| Australia   | 5 ottobre 2010  | Contemporary Hit Radio |
| Stati Uniti | 12 ottobre 2010 | Radio                  |
| Regno Unito | 6 dicembre 2010 | CD singolo             |